# Schefflera ciliata
Schefflera ciliata är en araliaväxtart som beskrevs av José Cuatrecasas. Schefflera ciliata ingår i släktet Schefflera och familjen araliaväxter.
Artens utbredningsområde är Colombia. Inga underarter finns listade.